# Вільям Мак-Кінлі (футболіст)
Бі́ллі Маккі́нлі (англ. Billy McKinlay, нар. 22 квітня 1969, Глазго) — шотландський футболіст, півзахисник. По завершенні ігрової кар'єри — тренер.

## Клубна кар'єра
Народився 22 квітня 1969 року в місті Глазго. Вихованець футбольної школи клубу «Гамільтон Тістл».
У дорослому футболі дебютував 1985 року виступами за «Данді Юнайтед», в якій провів десять сезонів, взявши участь у 222 матчах чемпіонату. Більшість часу, проведеного у складі «Данді», був основним гравцем команди.
Своєю грою за цю команду привернув увагу представників тренерського штабу клубу «Блекберн Роверз», до складу якого приєднався 1995 року. Відіграв за команду з Блекберна наступні п'ять сезонів своєї ігрової кар'єри.
Згодом, з 2000 по 2004 рік, грав у складі «Лестер Сіті», «Бредфорд Сіті», «Престон Норт-Енд» та «Клайдбанка».
Завершив професійну ігрову кар'єру у «Фулгемі», за який виступав протягом 2004—2005 років.

## Виступи за збірну
1993 року дебютував в офіційних матчах у складі національної збірної Шотландії. Протягом кар'єри у національній команді, яка тривала 6 років, провів у формі головної команди країни 29 матчів, забивши 4 голи.
У складі збірної був учасником чемпіонату Європи 1996 року в Англії та чемпіонату світу 1998 року у Франції.

## Кар'єра тренера
Завершивши виступи на футбольному полі 2005 року, залишився у «Фулгемі», ставши одним з тренерів резервної команди. Працював на різних тренерських посадах у цьому клубі до 2013 року.
Протягом 2012—2014 років також працював в очолюваному Майклом О'Нілом тренерському штабі збірної Північної Ірландії.
26 вересня 2014 року став помічником Оскара у тренерському штабі «Вотфорда», а вже за декілька днів очолив команду клубу після відставки іспанського фахівця, пов'язаної із проблемами зі здоров'ям. Проте під керівництвом Маккінлі «Вотфорд» провів лише дві гри, після чого його новим головним тренером було призначено серба Славишу Йокановича.
З 27 листопада 2014 по 9 листопада 2015 був помічником співвітчизника Девіда Моєса у тренерському штабі іспанського «Реал Сосьєдад».
20 листопада 2015 був призначений головним тренером норвезького «Стабека». Тренерський контракт шотландця був розрахований на два роки, проте вже 8 липня 2016 року він пішов у відставку після принизливої поразки команди у першому ж кваліфікаційному раунді Ліги Європи від валлійського «Коннаг'с Куей Номандс».
Протягом 2016–2017 років працював у «Сандерленді», спочатку як скаут, а згодом як один з тренерів головної команди.
Наприкінці 2017 року отримав позицію у тренерському штабі «Вест Гем Юнайтед».